# 金融法
金融法（きんゆうほう）とは、金融関係を規律する諸法令を包括的に指し示す講学上の概念。なお、現在の日本において「金融法」という名称の法律は存在しない。
具体的にどの法令が含まれるかは論者によって異なるが、商法・会社法（社債法）や金融商品取引法など商人や企業の資本市場を利用した直接金融を規律する法令と、民法の担保物権法など、銀行等の金融機関を通じた間接金融を規律する法令を中心に構成されることが多い。銀行法や金融商品取引法、保険業法、貸金業法などの金融規制法（金融に関する行政規制法）も含まれるのが一般的であり、むしろ特にこれらを指すこともある。
金融法を専攻する法学者は、民法的側面については民法学者、商法的・行政規制法的側面については商法学者であることが一般的であるが、いわゆる現場における金融商品などがその研究対象に含まれることから、近年では銀行や金融機関出身の実務家や個々の金融商品の扱いに精通した弁護士の参入も多い。